# Braquiblasto

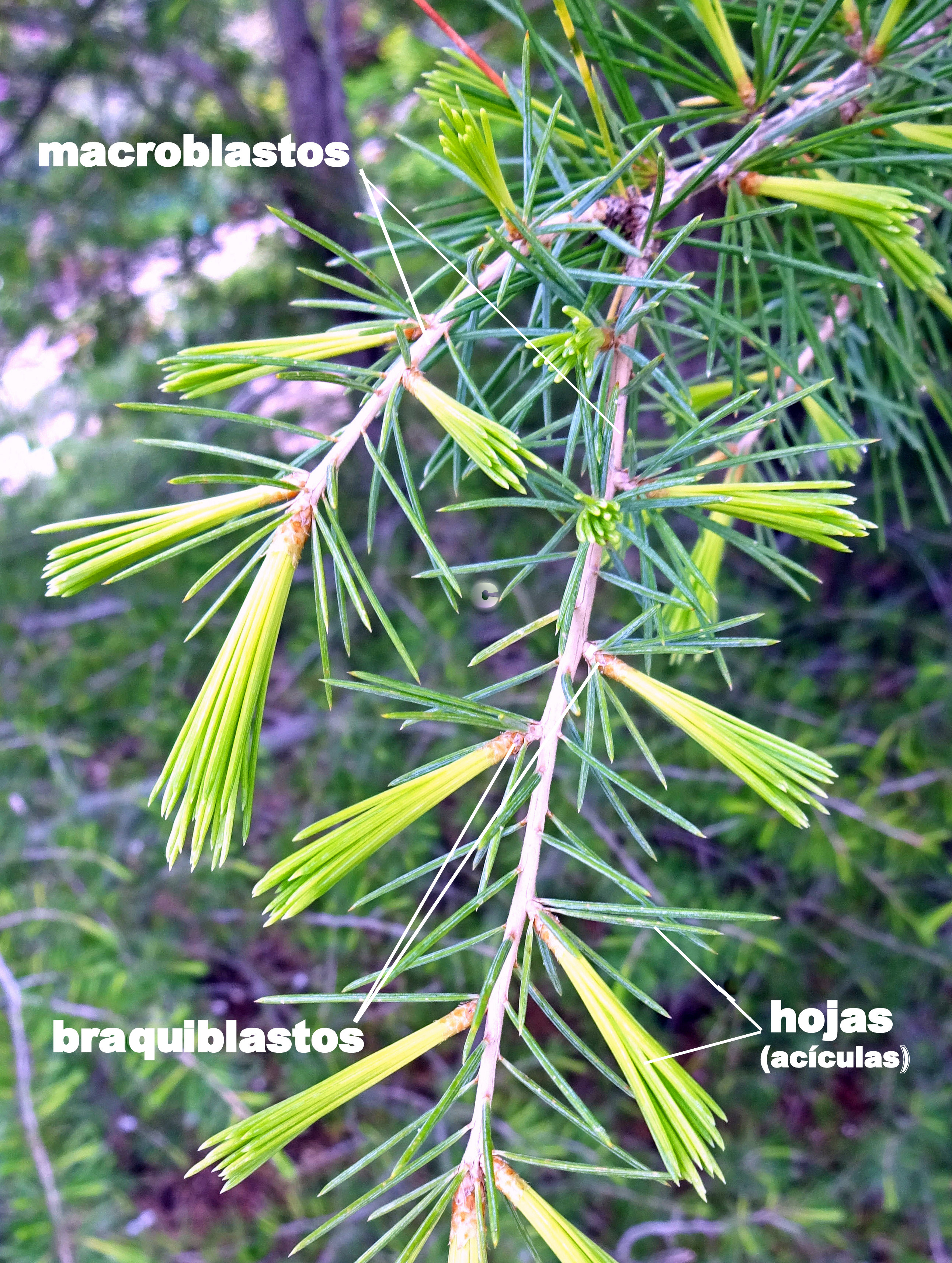
Las hojas aciculares de Cedrus deodara se insertan en densas rosetas en braquiblastos, insertados a su vez en un macroblasto.

En botánica, se denomina braquiblasto a un brote muy corto, de crecimiento definido y entrenudos muy breves. La flor de las angiospermas, por ejemplo, es un braquiblasto que lleva las distintas piezas típicas de una flor: sépalos, pétalos, estambres y carpelos. 
Los pinos y cedros, por otro lado, llevan sus hojas, en número variable, insertas en braquiblastos, que se articulan en las ramas, los macroblastos.

## Etimología
La palabra braquiblasto proviene del latín nuevo brachyblast, y esta a su vez del griego, compuesto por βραχυς, ('brachys' «elemento corto»), y βλαστος ('blastos', «brote, vástago»).